# Krýa Vrýsi (ort i Grekland, Thessalien, Nomós Kardhítsas)
Krýa Vrýsi är en ort i Grekland.   Den ligger i prefekturen Nomós Kardhítsas och regionen Thessalien, i den centrala delen av landet, 220 km nordväst om huvudstaden Aten. Krýa Vrýsi ligger 127 meter över havet och antalet invånare är 541.
Terrängen runt Krýa Vrýsi är kuperad åt sydväst, men åt nordost är den platt.Runt Krýa Vrýsi är det glesbefolkat, med 16 invånare per kvadratkilometer. Närmaste större samhälle är Karditsa, 6,2 km nordost om Krýa Vrýsi. Trakten runt Krýa Vrýsi består till största delen av jordbruksmark.